# Lāleh Bāgh
Lāleh Bāgh (persiska: لاله باغ) är en ort i Iran.   Den ligger i provinsen Golestan, i den norra delen av landet, 300 km öster om huvudstaden Teheran. Lāleh Bāgh ligger 38 meter över havet och antalet invånare är 942.
Terrängen runt Lāleh Bāgh är huvudsakligen platt, men åt sydost är den kuperad.Runt Lāleh Bāgh är det ganska tätbefolkat, med 65 invånare per kvadratkilometer. Närmaste större samhälle är ‘Alīābād-e Katūl, 14,4 km söder om Lāleh Bāgh. Trakten runt Lāleh Bāgh består till största delen av jordbruksmark.